# Dennis van Rita
Dennis van Rita é um filme belga de 2006 dirigido por Hilde Van Mieghem.

## Sinopse
Rita não consegue conter sua felicidade ao saber que seu filho de 26 anos, Dennis, vai sair da prisão. Ele cumpriu pena pela acusação de estupro de uma menor. Apesar da alegria de sua mãe, a vizinhança não gostou nada da notícia. Rita lutará até o fim para convencer seus colegas de que o filho está reabilitado.

## Elenco
- Els Dottermans ... Rita
- Matthias Schoenaerts ... Dennis
- Veerle Baetens ... Barbara
- Damiaan De Schrijver ... Andre
- Tom Van Dyck ... Thomas
- June Voeten ... Jasmijn
- Reinhilde Decleir ... Arlette
- Francine de Bolle ... Jenny
- Patrick De Neve ... Jeroen
- Greta Van Langhendonck ... Rita's Mum
- Maaike Neuville ... Delphine

## Prêmios e Indicações
Shanghai International Film Festival
Venceu
- Melhor Atriz - Els Dottermans
- Melhor Roteiro